# Euryestola castanea
Euryestola castanea är en skalbaggsart som beskrevs av Maria Helena M. Galileo och Martins 2001. Euryestola castanea ingår i släktet Euryestola och familjen långhorningar. Inga underarter finns listade i Catalogue of Life.